# بني حسين (أسيوط)
قرية بني حسين هي إحدى القرى التابعة لمركز أسيوط في محافظة أسيوط في جمهورية مصر العربية. حسب إحصاءات سنة 2006، بلغ إجمالي السكان في بني حسين 15781 نسمة، منهم 8152 رجل و7629 امرأة.

## أعلامها
- محمد بن على الحداد الحسيني،  (1865 - 9 فبراير 1939) فقيه مالكي وقارئ.